# فهرست فرودگاه‌های گینه بیسائو
این مقاله شامل فهرست فرودگاه‌های گینه بیسائو است که بر پایهٔ مکان قرارگیری آن‌ها مرتب شده است.

## فهرست
| مکان    | ایکائو | یاتا | نام فرودگاه                      | مختصات                                                        |
| ------- | ------ | ---- | -------------------------------- | ------------------------------------------------------------- |
| بیسائو  | GGOV   | OXB  | فرودگاه بین‌المللی اوسوالدو وییرا | ۱۱°۵۳′۴۱″ شمالی ۱۵°۳۹′۱۳″ غربی / ۱۱٫۸۹۴۷۲°شمالی ۱۵٫۶۵۳۶۱°غربی |
| Bubaque | GGBU   | BQE  | Bubaque Airport                  | ۱۱°۱۷′ شمالی ۱۵°۵۰′ غربی / ۱۱٫۲۸۳°شمالی ۱۵٫۸۳۳°غربی           |
| Cufar   | GGCF   |      | Cufar Airport                    | ۱۱°۱۷′۱۷″ شمالی ۱۵°۱۰′۵۰″ غربی / ۱۱٫۲۸۸۰۶°شمالی ۱۵٫۱۸۰۵۶°غربی |